# James Dunkerley
James Chadwick Dunkerley OBE (* 15. August 1953 in Wokingham) ist ein britischer Politikwissenschaftler und Professor an der Queen Mary University of London sowie ehemaliger Direktor des Institute for the Study of the Americas und des Institute of Latin American Studies der Universität London. Er hat ausführlich zu Bolivien, Mittelamerika und andere Gebiete in Lateinamerika gearbeitet.
2010 ernannte ihn Elisabeth II. anlässlich ihres Geburtstages zum Offizier des Ordens des Britischen Empire (OBE)

## Studium
Von 1971 bis 1974 studierte er Neuere Geschichte an der University of York,
am Hertford College Oxford, und am Nuffield College, Oxford.
Von 1971 bis 1974 hatte das Studium an den neuen Universitäten häufig eine politisierende Wirkung. Zu seinen Professoren gehörte Gwyn Alf Williams (30. September 1925 – 16. November 1995), der ihm empfahl an der University of Oxford ein Masterstudium der Lateinamerikanistik zu absolvieren. 1977 wurde er zum Doktor der Philologie promoviert.

## Werdegang
Von 1979 bis 1980 und von 1983 bis 1984 forschte er am Latin America Bureau, London.
Von 1981 bis 1982 war er Research Fellow am Institute for Latin American Studies, University of London
Von 1982 bis 1984 forschte er am Centre for Latin American Studies, University of Liverpool.
1985 war er Fellow am Kellogg Institute for International Studies der University of Notre Dame.
Von 1986 bis 2004 war er Dozent für Politikwissenschaft am Queen Mary College und am Westfield College London. Ab 2004 war er Direktor des Institute for the Study of the Americas.

## Publikationen (Monografien)
- The Long War. Dictatorship and Revolution in El Salvador. London: Junction Books, 1982.
- Rebellion in the Veins. Political Struggle in Bolivia, 1952–1982. London: Verso, 1984.
- Orígenes del Poder Militar en Bolivia. Historia del Ejército, 1879–1935. La Paz: Quipus Editores/Plural, 1987/2003.
- Power in the Isthmus. A Political History of Modern Central America. London: Verso, 1988.
- Political Suicide in Latin America and Other Essays. London: Verso, 1992.
- The Pacification of Central America. Political Change in the Isthmus, 1987–93. London: Verso, 1994.
- (co-edited with Victor Bulmer-Thomas), The United States and Latin America. The New Agenda. ILAS, The David Rockefeller Center for Latin American Studies, and Harvard UP, 1999.
- Americana: The Americas in the World, around 1850. London: Verso, 2000.
- Warriors and Scribes: Essays on the History and Politics of Latin America. London: Verso, 2000.
- Studies in the Formation of the Nation-State in Latin America. London: ILAS, 2002.
- (co-edited with Maria D'Alva Kinzo) Brazil since 1985: Economics, Politics and Society. London: ILAS, 2003.
- Bolivia: Revolution and the Power of History in the Present. London: ISA, 2007.
- Crusoe and his Consequences. New York: OR Books, 2019.